# Roger Loysch (cyclisme, 1951)
Pour les articles homonymes, voir Roger Loysch.
Roger Loysch, né le 13 novembre 1951 à Houthalen-Helchteren, est un coureur cycliste belge. Professionnel de 1974 à 1978, il a disputé trois Tours de France et a terminé 53e et lanterne rouge du Tour de France 1977.

## Biographie
Il est contrôlé positif lors du Tour de Belgique 1974, ce qui lui vaut une suspension d'un mois.

## Palmarès
- 1973
  - 2e du Circuit Escaut-Durme
- 1975
  - Grand Prix de Hannut
  - 2e du Circuit des régions fruitières
  - 2e du Grand Prix Betekom

## Résultats sur les grands tours

### Tour de France
3 participations
- 1975 : abandon (15e étape)
- 1976 : 82e
- 1977 : 53e